# Białogard (Landgemeinde)
Die Gmina wiejska Białogard ist eine eigenständige Landgemeinde in der polnischen Woiwodschaft Westpommern, Powiat Białogardzki. Sitz von Kreis und Landgemeinde ist die Stadt Białogard [bʲawˈɔgart] (deutsch Belgard an der Persante), die der Gemeinde selbst nicht angehört.
Die Landgemeinde hat eine Fläche von 328,25 km², die das gesamte Stadtgebiet umschließt, und eine Einwohnerzahl von 7543 (31. Dezember 2020). Die Gemeindefläche entspricht 38,8 % der Fläche des Powiat Białogardzki, und gemäß ihrer Fläche steht sie der Größe nach an 16. Stelle in der Woiwodschaft Westpommern.

## Geographie
Die Gmina liegt in Hinterpommern, etwa 25 km südöstlich von Kołobrzeg (Kolberg) und 25 km südwestlich von Koszalin (Köslin), Stettin ist etwa 150 km entfernt. Das wichtigste Gewässer ist der Fluss Parsęta (Persante).
Nachbargemeinden der Gmina Białogard sind:
- die Stadt Białogard, Karlino (Körlin) und Tychowo (Groß Tychow) im Powiat Białogardzki,
- Biesiekierz (Biziker) und Świeszyno (Schwessin) im Powiat Koszaliński (Kreis Köslin).
- Połczyn-Zdrój (Bad Polzin), Rąbino (Groß Rambin) und Sławoborze (Stolzenberg) im Powiat Świdwiński (Kreis Schivelbein).

## Gemeindegliederung
Die Landgemeinde gliedert sich in folgende
 Schulzenämter:
- Białogórzyno (Bulgrin), Buczek (Butzke), Byszyno (Boissin), Czarnowęsy (Zarnefanz), Dargikowo (Darkow), Dębczyno (Denzin), Góry (Bergen), Gruszewo (Grüssow), Klępino Białogardzkie (Klempin), Kościernica (Kösternitz, Kr. Belgard), Laski (Latzig), Lulewice (Alt Lülfitz), Lulewiczki (Neu Lülfitz), Łęczno (Lenzen), Moczyłki (Springkrug), Nawino (Naffin), Nosówko (Nassow-Bahnhof), Pękanino (Groß Panknin), Podwilcze (Podewils), Pomianowo (Pumlow), Pustkowo (Pustchow), Rarwino (Rarfin), Redlino (Redlin), Rogowo (Roggow), Rościno (Rostin), Rychówko (Klein Reichow), Rychowo (Groß Reichow), Rzyszczewo (Ristow), Zagórze (Sager), Żeleźno (Silesen), Żelimucha (Buchhorst) und Żytelkowo (Siedkow).

Übrige Ortschaften:
- Białogórzynko, Kamosowo (Kamissow), Łęczenko (Lenzen Wiesenhof), Łęczynko (Vorwerk Lenzen), Leśniki, Liskowo, Nasutowo (Natztow), Pękaninko, Przegonia (Heidekrug), Pustkówko, Sińce (Schinz), Stajkowo (Krausenkathen), Stanomino (Standemin), Strzelec (Fier), Tarpnowo (Tarpenow), Trzebiec (Neuhof), Trzebiele (Komet), Wronie Gniazdo (Krähenkrug), Wygoda (Posthaus), Ząbki, Żabiniec (Wiesenhof) und Zaspy Małe (Klein Satspe).

## Partnerschaften
Die Landgemeinde Białogard pflegt seit 2001 eine Partnerschaft mit dem Amt Dömitz-Malliß in Mecklenburg-Vorpommern (Deutschland).